# تمشوار (ناحیه پیسک)
تمشوار (به چکی: Temešvár) یک منطقهٔ مسکونی در جمهوری چک است که در ناحیه پیسک واقع شده‌است. تمشوار ۵٫۲۵ کیلومتر مربع مساحت و ۱۰۵ نفر جمعیت دارد و ۴۱۴ متر بالاتر از سطح دریا واقع شده‌است.